# Pasaje de Sibutu
El pasaje de Sibutu (en malayo: Selat Sibutu) es un canal seguro y profundo de unas 18 millas (29 km) de ancho que separa la isla de Borneo del archipiélago de Sulu. Tiene un umbral de profundidad que permite la entrada de aguas profundas en la cuenca de Sulu mientras conecta el mar de Sulu, con el mar de Celebes que se alimenta desde el océano Pacífico por la corriente de Mindanao.
En el último período glaciar fue una de las dos entradas al mar de Sulu, junto con el estrecho de Mindoro, mientras que las islas Sulu y la mayor parte de las islas Filipinas, eran una única isla conectada.